# Dry & Heavy
Dry & Heavy – szósty album studyjny Burning Speara, jamajskiego wykonawcy muzyki reggae.
Płyta została wydana w roku 1977 przez brytyjską wytwórnię Island Records, a także przez jej oddział Mango Records. Nagrania zarejestrowane zostały w Harry J Studio w Kingston. Ich produkcją zajął się sam wokalista we współpracy z Donem Taylorem. Akompaniowali mu muzycy sesyjni z grupy The Black Disciples. Siedem spośród zawartych na krążku piosenek to wersje utworów nagranych jeszcze w czasie współpracy Speara z Clementem "Sir Coxsonem" Doddem w Studiu One.
W roku 1992 nakładem Mango ukazała się reedycja albumu na płycie CD.

## Lista utworów

### Strona A
| 1. | "Any River"              | 3:19  |
|    |                          |       |
| 2. | "The Sun"                | 3:42  |
|    |                          |       |
| 3. | "It's A Long Way Around" | 3:06  |
|    |                          |       |
| 4. | "I W.I.N."               | 3:47  |
|    |                          |       |
| 5. | "Throw Down Your Arms"   | 4:05  |
|    |                          |       |
|    |                          | 17:59 |
|    |                          |       |

### Strona B
| 1. | "Dry & Heavy"     | 3:29  |
|    |                   |       |
| 2. | "Wailing"         | 2:46  |
|    |                   |       |
| 3. | "Black Disciples" | 4:23  |
|    |                   |       |
| 4. | "Shout It Out"    | 3:27  |
|    |                   |       |
|    |                   | 14:05 |
|    |                   |       |

## Muzycy
- Earl "Chinna" Smith - gitara
- Donald Kinsey - gitara
- Bertram "Ranchie" McLean - gitara rytmiczna
- Aston "Family Man" Barrett - gitara basowa
- Robbie Shakespeare - gitara basowa
- Leroy "Horsemouth" Wallace - perkusja
- Uziah "Sticky" Thompson - perkusja
- Noel "Skully" Simms - perkusja
- Earl "Wire" Lindo - instrumenty klawiszowe
- Bernard "Touter" Harvey - instrumenty klawiszowe
- Richard "Dirty Harry" Hall - saksofon tenorowy
- Herman Marquis - saksofon altowy
- Vin "Don Drummond Jr" Gordon - puzon
- Bobby Ellis - trąbka